# Alma von Goethe

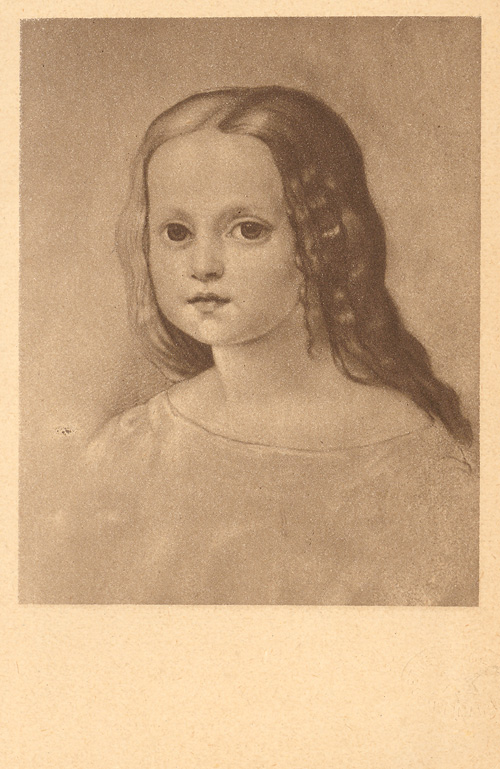
Alma von Goethe

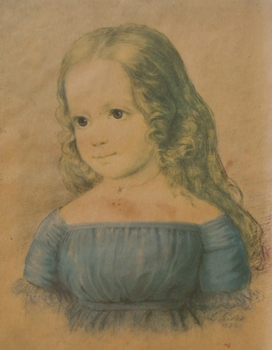
Alma von Goethe mit fünf Jahren (Pastell von Louise Seidler)

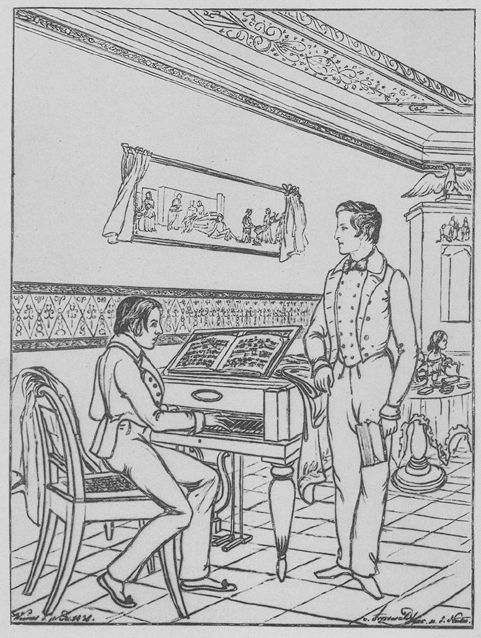
Alma (hinten rechts) mit ihren Brüdern Walther Wolfgang und Wolfgang Maximilian 1836 (Zeichnung von Bernhard von Arnswald)

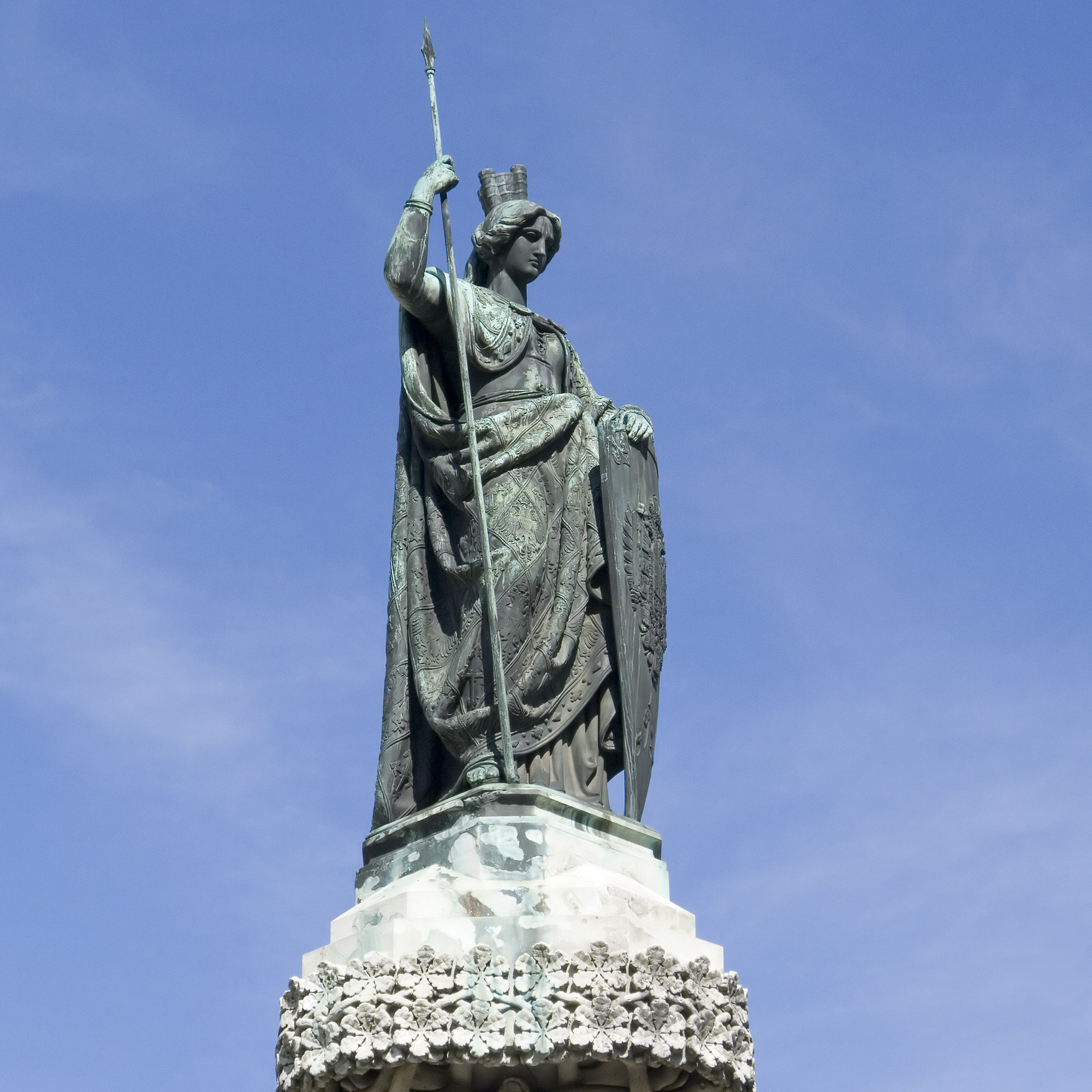
Alma von Goethe (?) als Austria am Austriabrunnen

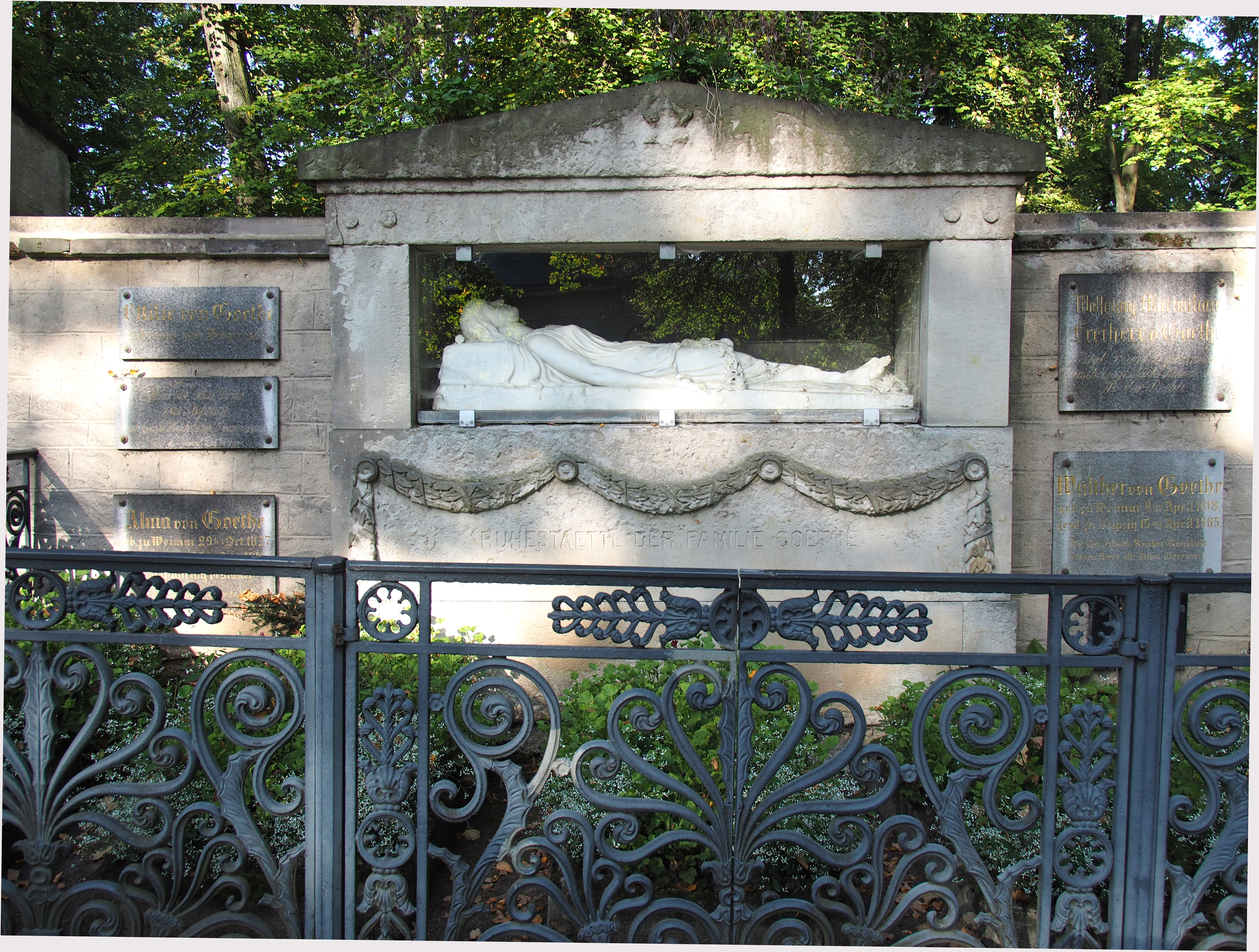
Grabstätte auf dem Historischen Friedhof Weimar

Alma Sedina Henriette Cornelia von Goethe (* 29. Oktober 1827 in Weimar; † 29. September 1844 in Wien) war das dritte Kind August und Ottilie von Goethes und eine Enkelin Johann Wolfgang von Goethes. Ihre Geschwister waren Walther von Goethe und Wolfgang von Goethe.

## Leben
Johann Wolfgang von Goethe erlebte die Enkelin noch und nannte sie „niedlich und freundlich“ bzw. „neckisch“. Von Louise Seidler wurde sie porträtiert. Alma von Goethe soll auch zum Austriabrunnen in Wien Modell gestanden haben.
Einen Monat vor ihrem 17. Geburtstag fiel sie während eines Aufenthalts in Wien einer dort grassierenden Typhusepidemie zum Opfer. Am 1. Oktober 1844 wurde sie auf dem Ortsfriedhof in Währing – dem heutigen Währinger Schubertpark – beigesetzt. Im Jahre 1885 wurden ihre Gebeine nach Weimar umgebettet.

## Andenken
Franz Grillparzer erhöht Alma von Goethe in einem Gedicht, das er nach ihr benannt hat:
Alma von Goethe

Das hast du nicht gedacht, Gewaltger du,

Als du noch weiltest in der Menschheit Schlacken,

Dass einst dein Enkelkind frühzeitge Ruh

Soll finden in dem »Lande der Phäaken«.

Und dass der Mann, der schüchtern vor dir stand,

Den Blick gesenkt vorm hehren Strahl des deinen,

Am fabelgleichen fernen Isterstrand

Bei ihrem offnen Grabe werde weinen.

Es kommt so manches anders, als man meint,

Und ist gekommen, warst du gleich der Weise.

Die Sonne, wenn sie hoch im Mittag scheint,

Senkt schon zum Untergang sich mählich leise.

Nach neuen Zonen wendet sich der Geist

Und lässt, was blank, in grauen Dunkel rosten,

Ist doch, was uns der ferne Westen heißt,

Für andre Völker auch zugleich ein Osten.

So drang dein Wort, so kam dein Enkelkind

In unsre Morgenrot-bestrahlte Fluren;

Hoch schlug mein Herz, verschönt, wie Weiber sind,

In ihr zu finden deiner Züge Spuren.

Und so trat ich, zu huldgen, in den Saal,

Wo schon das Teegerät die Tische krönte,

Die Frau begrüßend, deines Sohnes Wahl,

Die dir des Lebens Abendrot verschönte.

Doch war kein weiblich Wesen sonst im Kreis,

Nur Herren, schwarz, als wär ein Sarg zur Stelle.

Da öffnet sich die Tür, und hell und weiß

Tritt kinderhaft das Mädchen auf die Schwelle.

Die ich gedacht mir in der Hoheit Schein,

Von angestammter Herrlichkeit erglänzend,

Ein Teebrett in den Händen, trat sie ein,

Demütig Brot zum heißen Trank kredenzend.

Doch wars, als ob, dem Erlenkönig gleich,

Des Ahnherrn Geist ob ihrem Scheitel schwebte,

Und sie, das Kind, dem Kind im Liede gleich,

Vorm Anhauch einer geistgen Ladung bebte.

Wie an dem Eichstamm, den der Blitz geneigt,

Die Blume hell empor die Blätter richtet,

Als ob nicht dein Erzeugter sie erzeugt,

Als ob ihr Ahn sie Klärchen-gleich gedichtet.

Sie fühlte wohl den Wink der fernen Hand,

Die Sehnsucht nach dem Land der reinen Lilien,

Und ging dahin, so stamm- als wahlverwandt,

Verwaisend und verdoppelnd die Ottilien.

Du aber schaust mit ernstem Blick herab,

Wo sie der Grund, Beethoven nah, verschlungen,

Und sprichst kopfschüttelnd ob dem frühen Grab:

»Das war dir an der Wiege nicht gesungen!«